# Catacamas

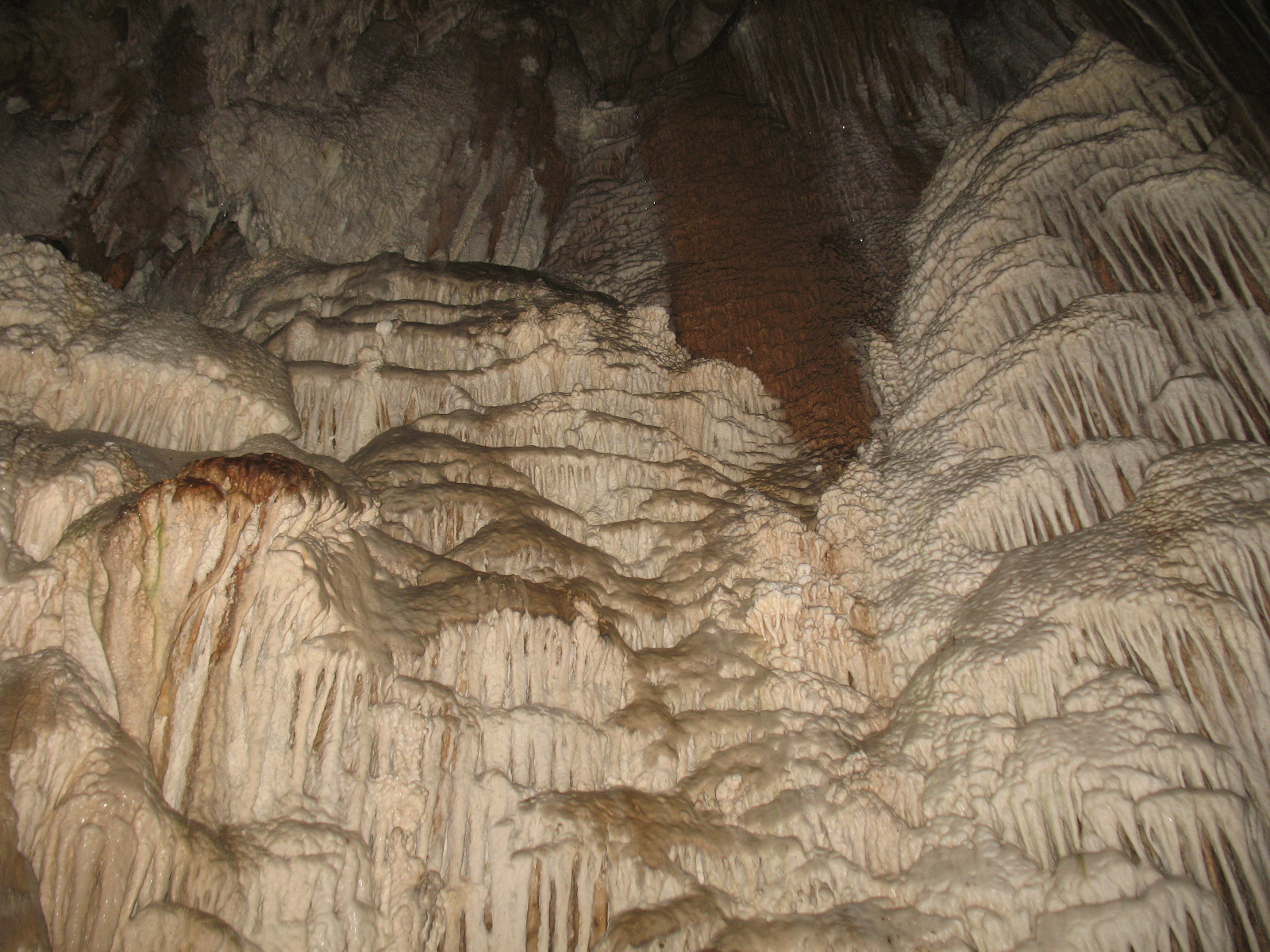
Jaskinia Talgua

Catacamas – miasto w Hondurasie; drugie co do wielkości miasto w departamencie Olancho; 51 605 mieszkańców (2013). Prawa miejskie nabyło 24 stycznia 1898 roku. W pobliżu miasta znajdują się Jaskinie Talgua. Środowisko wiejskie gminy Catacamas uzupełniają dwie ważne szkoły rolnicze. W pobliżu miasta znajduje się Port lotniczy Catacamas.
Na północ od miasta rozciągają się wzgórza Sierra de Agalta, gdzie znajduje się Park Narodowy Sierra de Agalta.